# 牛久藩
牛久藩（日语：／ Ushiku-han */?）是位於日本常陸國河內郡牛久（現茨城縣牛久市城中町）的藩，創建於慶長6年6月18日（1601年7月17日），慶長18年正月8日（1613年2月27日）第一次廢藩，寬永6年6月9日（1629年7月29日）重新立藩，明治4年7月14日（1871年8月29日）廢藩置縣。藩高峰期石高達15,000石，明治初年時的實高是10,901石左右，藩廳是牛久陣屋，藩校是元治元年（1864年）以後創立的正心館和文武稽古場，人口是1,646戶8,604人。

## 歷史
慶長6年6月18日（1601年7月17日），原本領有上總國5,000石的山口重政由於在關原之戰中有功而獲加增常陸國河內郡5,000石而立藩，慶長16年12月15日（1612年1月17日）再獲加增下野國5,000石。慶長18年正月8日（1613年2月27日），姻親大久保忠隣失勢，重政也受到牽連而被改易，並且蟄居於武藏國龍穩寺。大坂夏之陣爆發時，他在井伊直孝麾下參戰，最終在寬永6年6月9日（1629年7月29日）拜領遠江國和常陸國河內郡15,000石，成功重回舊領。寬永10年（1633年），他在領內實施總檢地。寬永12年12月2日（1636年1月9日），重政死去後，由四子山口弘隆繼位，他分知5,000石予其弟重恒。正保4年3月6日（1647年4月10日），弘隆就任水口城的城番，其遠江國的領地也在同年3月20日（4月24日）轉移至近江國甲賀郡。
根據寬文4年4月5日（1664年4月30日）的《寬文印知》記載，當時的藩領是常陸國河內郡15村和近江國甲賀郡8村，總共10,017石左右，同年9月近江國的領地轉移至常陸國新治郡，同年10月河內郡的部分領地則分別轉移至下總國岡田郡、豐田郡和相馬郡。延寶2年（1674年），河內郡的部分領地又再轉移至相馬郡。元祿9年11月1日（1696年11月25日），武藏澀谷別墅內10000坪（約33057.85平方）被上繳，取而代之獲賜下總國本所村3000坪（約9917.36平方）。元祿11年5月30日（1698年7月7日），由於郡域改動，河內郡的部分領地劃入信太郡。享保11年（1726年），岡田郡和豐田郡的部分領地轉移至相馬郡。
享保16年9月2日（1731年10月2日），和泉大庭寺藩主渡邊基綱三子作為山口弘豐的養子而繼位，即山口弘長。天明7年12月13日（1788年1月20日），越後新發田藩主溝口直溫七子作為山口弘道的養子而繼位，即山口弘務。安永年間（1772年至1781年）開始，領內的農村逐漸荒廢，在天保大饑荒爆發時的年貢米更從原本的8,000俵減至3,600俵。同年，牛久藩為了改善財政狀況，對領內豪農實施以五年為單位的年貢預繳制度，但是由於翌年藩主山口弘穀的婚禮開支等因素，反而讓赤字累積至5,400兩左右。期間的文化元年10月19日（1804年11月20日）爆發達6,000人參加的牛久宿助鄉一揆，天保6年10月19日（1835年12月8日）、翌年2月17日和3月8日（1836年4月2日和4月23日），藩領天寶喜村（現茨城縣筑波市天寶喜、寶陽台、明神和高見原一至五丁目）的百姓與高崎村（現筑波市高崎、櫻丘（桜が丘、城山、西之澤、松之里、九萬坪、稻荷原、高見原一至五丁目和西大井）、小莖村和六斗蒔村（現筑波市小莖、寶陽台、櫻丘、森之里、六斗、九萬坪和稻荷原）就入會秣場問題存在爭論，先後三次向老中提出駕籠訴。其後，牛久藩引入干鰯和實施圍米制等各種農業政策，最終在文久3年（1863年）時，原本的赤字也成功減至一半。
天狗黨之亂爆發後的元治元年（1864年）8月，牛久藩派兵驅趕入侵藩領真家村的天狗黨，慶應元年（1865年）又奉江戶幕府之命囚禁毛利家的家臣和浪士。戊辰戰爭爆發後的慶應4年3月20日（1868年4月12日），牛久藩正式向新政府軍宣誓勤王，主要負責在藩領戒備，同年8月7日（9月22日）、9月4日（10月19日）以及明治元年10月5日（1868年11月18日）曾經先後出兵至常陸國竹來村（現茨城縣稻敷郡阿見町竹來）、龍崎村（現茨城縣龍崎市米町、新町、上町、橫町、田町、根町、下町、榮町、砂町、東町、高砂、城下、水門、直鮒、奈戶岡、愛戶町、出山町（出し山町）、姬宮町、野原町和綠町）和下總國水海道村。明治4年7月14日（1871年8月29日）廢藩置縣。

## 歷任藩主
| 大名家 | 家格      | 藩主     | 石高                | 藩領                                                                                                |
| ------ | --------- | -------- | ------------------- | --------------------------------------------------------------------------------------------------- |
| 山口家 | 譜代 無城 | 山口重政 | 10,000石 ↓ 15,000石 | 上總國 常陸國河內郡 ↓ 上總國 常陸國河內郡 下野國 ↓ 遠江國 常陸國河內郡                              |
| 山口家 | 譜代 無城 | 山口弘隆 | 10,000石 ↓ 10,017石 | 遠江國 常陸國河內郡 ↓ 近江國甲賀郡 常陸國河內郡 ↓ 常陸國河內郡和新治郡 下總國岡田郡、豐田郡和相馬郡 |
| 山口家 | 譜代 無城 | 山口重貞 | 10,017石            | 常陸國河內郡和新治郡 下總國岡田郡、豐田郡和相馬郡                                                   |
| 山口家 | 譜代 無城 | 山口弘豐 | 10,017石            | 常陸國河內郡、信太郡和新治郡 下總國岡田郡、豐田郡和相馬郡                                           |
| 山口家 | 譜代 無城 | 山口弘長 | 10,017石            | 常陸國河內郡、信太郡和新治郡 下總國岡田郡、豐田郡和相馬郡                                           |
| 山口家 | 譜代 無城 | 山口弘道 | 10,017石            | 常陸國河內郡、信太郡和新治郡 下總國岡田郡、豐田郡和相馬郡                                           |
| 山口家 | 譜代 無城 | 山口弘務 | 10,017石            | 常陸國河內郡、信太郡和新治郡 下總國岡田郡、豐田郡和相馬郡                                           |
| 山口家 | 譜代 無城 | 山口弘致 | 10,017石            | 常陸國河內郡、信太郡和新治郡 下總國岡田郡、豐田郡和相馬郡                                           |
| 山口家 | 譜代 無城 | 山口弘封 | 10,017石            | 常陸國河內郡、信太郡和新治郡 下總國岡田郡、豐田郡和相馬郡                                           |
| 山口家 | 譜代 無城 | 山口弘穀 | 10,017石            | 常陸國河內郡、信太郡和新治郡 下總國岡田郡、豐田郡和相馬郡                                           |
| 山口家 | 譜代 無城 | 山口弘敞 | 10,017石            | 常陸國河內郡、信太郡和新治郡 下總國岡田郡、豐田郡和相馬郡                                           |
| 山口家 | 譜代 無城 | 山口弘達 | 10,017石            | 常陸國河內郡、信太郡和新治郡 下總國岡田郡、豐田郡和相馬郡                                           |

## 江戶藩邸
- 上屋敷
圖中「山口周防守」處
- 下屋敷
圖中「山口筑前守」處

牛久藩的江戶藩邸分別有上屋敷和下屋敷，上屋敷位於距離大手18町（約1.96公里）的赤坂溜池之端（現東京都港區赤坂一丁目10-5的美國駐日大使館），下屋敷位於澀谷（麻布笄町，現港區西麻布四丁目14的高陵中學校），寶曆4年2月11日（1754年3月4日）相對替。

## 藩領
根據《舊高舊領取調帳》記載，牛久藩領如下，基於相給也有可能同時是皇室領、公家領、幕府領、其他藩領、旗本領或寺社領。
| 令制國 | 郡     | 町村數目 | 藩領 |
| ------ | ------ | -------- | --- |
| 下總國 | 豐田郡 | 1村      | 仁江戶村                                                                                                 |
| 下總國 | 岡田郡 | 4村      | 鎌庭村、別府村、新地村、皆葉村                                                                           |
| 下總國 | 相馬郡 | 2村      | 長沖新田、長沖村                                                                                         |
| 常陸國 | 新治郡 | 11村     | 浦須村、山崎村、宮崎村（宮ヶ崎村）、真家村、柴間村、野田村、佐久村、瓦谷村、大塚村、狢內村、吉生村               |
| 常陸國 | 河內郡 | 13村     | 牛久村、遠山村、馴馬村、新地村、城中村、豬子村、中根村、高崎村、下根村、岡見村、田宮村、天寶喜村、大田村 |
| 常陸國 | 信太郡 | 2村      | 荒川沖村、荒川本鄉村                                                                                     |

## 外部連結
- . kotobank （日语）.